# Anser albifrons
L'oca lombardella maggiore  (Anser albifrons (Scopoli, GA 1769)) è un uccello,  appartenente alla famiglia degli anatidi.

## Sistematica
Esistono cinque sottospecie di Anser albifrons:
- Anser albifrons albifrons nidifica in Nord Europa e Asia e svernante nel sud Europa e nel Mar Caspio.
- Anser albifrons flavirostris nidifica in Groenlandia e svernante nei paesi affacciati del Mar del nord.
- Anser albifrons frontalis nidifica in Canada e in Siberia e svernante negli Stati Uniti e in Giappone.
- Anser albifrons gambelli nidifica nel Canada nordoccidentale e sverna nel Golfo del Messico.
- Anser albifrons elgasi nidificante nell'Alaska meridionale e svernante in California

## Aspetti morfologici
Anser albifrons ha una lunghezza di 65–78 cm e una apertura alare di 130–165 cm.

## Distribuzione e habitat
L'uccello nidificante in tutti i paesi nordici dalla Russia, Groenlandia, Canada e Alaska, svernante in tutta Europa fino all'Italia e negli Stati Uniti fino ad arrivare al Giappone.
Come tutte le oche predilige i luoghi umidi costieri e paludosi. 

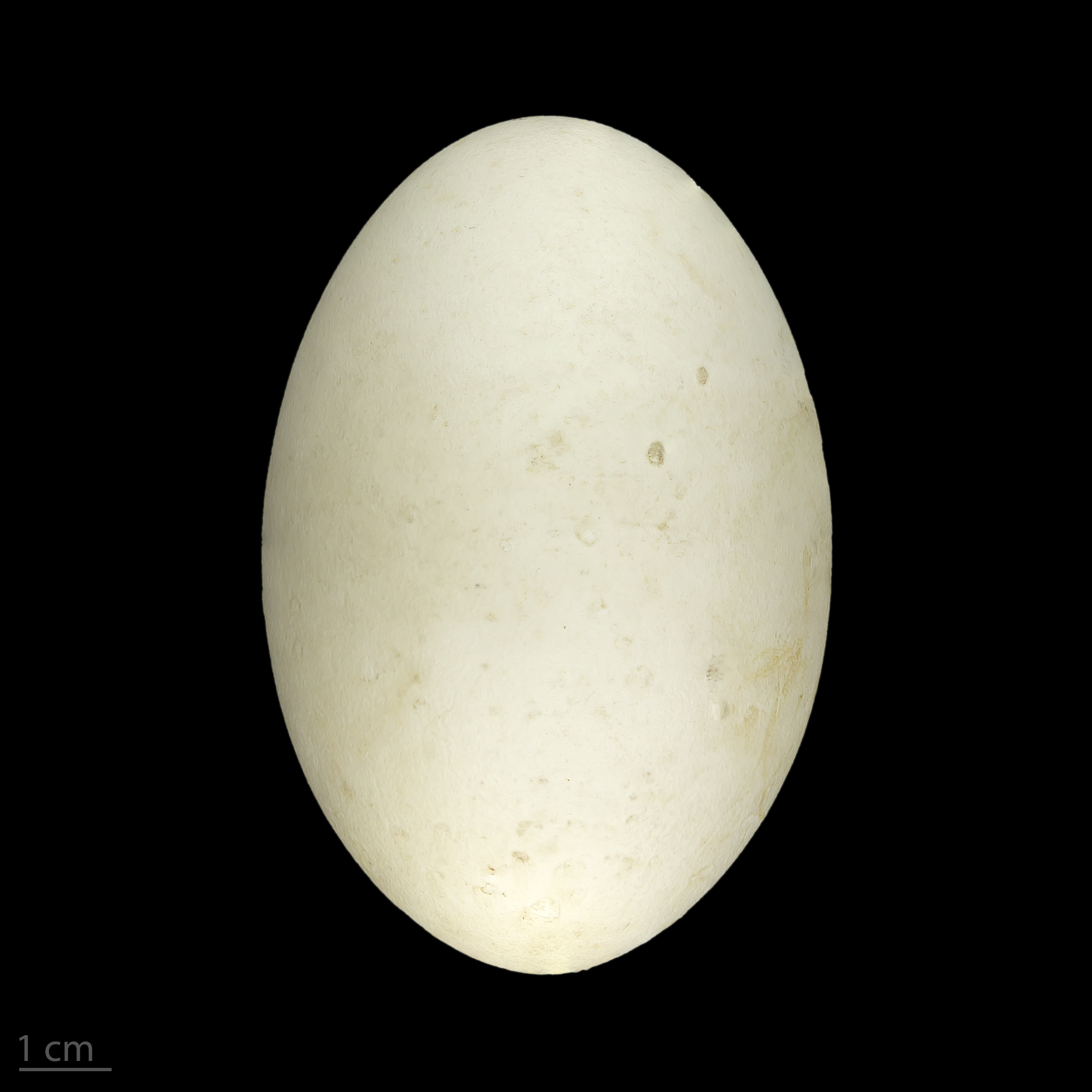
Anser albifrons

## Cibo ed Alimentazione
Principalmente vegetariana come tutte le oche. Gradisce gli scarti della verdura e mais.

## Status e conservazione
Specie protette dalla Direttiva Uccelli